# Tambja sagamiana
Tambja sagamiana (Baba, 1955) è un mollusco nudibranchio della famiglia Polyceridae.
Il nome sagamiana deriva dalla località della prima descrizione della specie da parte di Baba nel 1955, la baia di Sagami, in Giappone

## Descrizione
Corpo di colore blu-azzurro, con puntini giallo-aranci contornati di nero. Ciuffo branchiale verde, giallo e nero, rinofori blu scuro-neri.  Il bordo del piede è caratterizzato da un anello prima nero, più sottile, poi giallo.